# Krzyż Wielkopolski
Krzyż Wielkopolski é um município da Polônia, na voivodia da Grande Polônia e no condado de Czarnków-Trzcianka. Estende-se por uma área de 5,83 km², com 6 201 habitantes, segundo os censos de 2016, com uma densidade de 1067,3 hab/km².